# Catalunya Cultura
Catalunya Cultura era una emissora de ràdio que formava part de la Corporació Catalana de Ràdio i Televisió (CCRTV), el grup de mitjans públics de la Generalitat de Catalunya. Va començar les seves emissions el 2 de febrer de 1999 i es va decidir el seu tancament a principis de 2006.

## Història

### Els orígens
La societat cooperativa Ràdio Associació de Catalunya havia obtingut el 1982 la concessió d'una emissora d'FM al terme municipal de Barcelona, amb la freqüència 105 MHz. El 1983, el Consell Rector d'aquesta societat cedir l'emissora a la Generalitat de Catalunya perquè l'explotés a través de la CCRTV. Aquesta cessió va caducar el 17 d'octubre de 1998 i Radio Associació va arribar a un acord amb l'empresa privada Radiocat XXI perquè es fes càrrec de l'explotació de la marca Radio Associació de Catalunya i de la freqüència que tenia a Barcelona.
Durant aquest període de quinze anys, la CCRTV havia anat convertint Radio Associació en una radiofórmula musical d'èxit amb el nom de RAC 105. Per fer arribar aquesta programació a tot el territori de Catalunya, havia anat creant una xarxa de freqüències que repetien el senyal de RAC 105. Així doncs, el 1998, a més del senyal de 105 MHz emès des de la Torre de Collserola per a Barcelona, la programació de RAC 105 també s'emetia per una vintena de freqüències més (el 106,1 a Alpicat per a Lleida; el 96,5 a Sant Jeroni de Montserrat per la Catalunya Central; el 88,0 de La Mussara per al Camp de Tarragona; el 104,9 al Montcaro per a les Terres de l'Ebre, el 88,9 al Rocacorba per a Girona, etc,).
El 1998 la CCRTV va perdre la gestió de RAC 105 i la freqüència de Barcelona, però no la resta de freqüències, que seguien sent de la Generalitat. Per omplir-les de contingut, el llavors director de la CCRTV, Jordi Vilajoana, va anunciar el 8 de setembre la creació d'una nova emissora, Catalunya Cultura, que emetria per aquestes freqüències, a les quals s'afegiria el 92,5 a la Torre de Collserola per a l'àrea de Barcelona. En els anys següents es donaria cobertura a la totalitat del territori amb una vintena de repetidors més.

### La posada en marxa
El director de Catalunya Ràdio, Joan Maria Calveguera, va encarregar la posada en marxa de Catalunya Cultura al fins aleshores cap d'informatius del grup, Jordi Roigé, que definia cultura com “tota forma d'expressió que acosta unes persones a les altres i les fa més felices”.
Catalunya Cultura comença les emissions regulars el 2 de febrer de 1999 i el 8 de febrer se’n fa la inauguració oficial en una gala al Teatre Nacional de Catalunya amb la presència del president de la Generalitat, Jordi Pujol.
El model que va escollir va ser un híbrid entre la ràdio generalista i la radiofórmula. A les hores en punt connectava amb Catalunya Informació i, a continuació, s'emetia un butlletí cultural o agenda; després, una crítica o una recomanació. La resta de la graella estava composta per programes que anaven des del radioteatre fins als infantils, passant per magazines i tertúlies culturals.

### Els canvis del model
Jordi Roigé havia afirmat que Catalunya Cultura es diferenciava de France Culture en el fet que aquesta tenia vocació minoritària, mentre que la versió catalana volia arribar a tots els públics. Tanmateix, les dades d'audiència de l'Estudi General de Mitjans (EGM) no van donar-li mai a Catalunya Cultura més de 10.000 oients, en una època en la qual la seva germana gran, Catalunya Ràdio, s'acostava als 600.000 oients.
Després d'haver introduït diversos canvis en la programació per intentar sense èxit augmentar l'audiència, Roigé va ser destituït i es nomenà director Enric Frigola l'1 de juliol de 2002.
El nou director va arribar a presentar a la CCRTV fins a 10 propostes de programacions diferents però totes eren rebutjades perquè suposaven augmentar el pressupost de l'emissora, que a la pràctica es va anar reduint any rere any.
La direcció no només havia de fer front a les baixes dades d'audiència sinó també a les crítiques d'una part de la indústria cultural que el 2003 van enviar una carta al conseller de cultura, Vicenç Villatoro, denunciant que l'emissora s'havia convertit en un “laberint on concursos, programes infantils, tertúlies, el trànsit, el temps i fins i tot les retransmissions religioses es barregen desfigurant el perfil que hauria de tenir una emissora cultural”.
En l'etapa de Montserrat Minobis com a directora de Catalunya Ràdio (2004-2005), s'accentuà aquest caràcter de desgavell que denunciava la indústria i s'introduïren fins i tot informatius en amazig, àrab i espanyol, destinats a les comunitats immigrants.
El 2005, Enric Frigola reconeixia: “No ens n'hem sortit. No hem acabat de trobar aquella fórmula màgica de fer una ràdio cultural ben feta, amb dignitat i rigor, i al mateix temps que molta gent l'escolti. Jo començo a arribar a la conclusió que els professionals no hem acabat de fer-ho bé”.

### La desaparició
Oleguer Sarsanedas, nomenat director de Catalunya Radio el juliol de 2005, va ser l'encarregat de posar punt final a la història de Catalunya Cultura. El 10 de febrer de 2006 es va anunciar que l'emissora canviaria de nom i de programació, per esdevenir exclusivament musical.
La nova ràdio, que va començar a emetre el 23 d'abril amb el nom d'iCat FM, va despertar molts recels entre els directius de les ràdios privades catalanes, que tenien por que l'aposta per la radiofórmula fes la competència a les seves emissores. El temps, però, no va confirmar els seus temors i iCat FM mai no va superar les xifres d'audiència de Catalunya Cultura.
En el marc de les retallades pressupostàries de la radiotelevisió pública catalana, el 2012 es va anunciar que l'1 d'octubre iCat FM deixava d'emetre a la FM i ho faria sols per internet. Durant cinc anys, les freqüències que havia ocupat Catalunya Cultura van quedar buides, fins al 6 de setembre de 2017, quan iCat va recuperar les emissions via FM.

## Logotips
Durant la seva història, Catalunya Cultura, va tenir dos logotips:

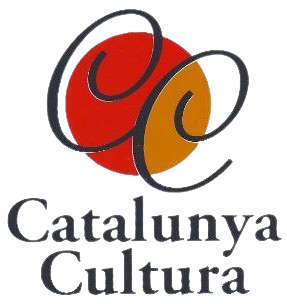
Des del 1999 fins al 2003
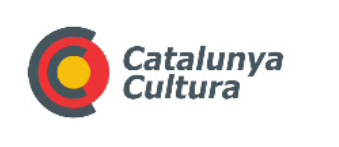
Des del 2003 fins al 2006